# La Chambre tranquille
Pour plus de détails, voir Fiche technique et Distribution.
La Chambre tranquille (The Quiet Room) est un film australien réalisé par Rolf de Heer, sorti en 1996. Il fait partie de la sélection officielle au Festival de Cannes 1996.

## Synopsis
Une fillette reste silencieuse pour protester contre ses parents se disputant continuellement.

## Fiche technique
- Titre original : The Quiet Room
- Titre français : La Chambre tranquille
- Réalisation : Rolf de Heer
- Scénario : Rolf de Heer
- Pays d'origine : Australie
- Format : Couleurs - 35 mm - 1,85:1 - Dolby Digital
- Genre : drame
- Durée : 93 minutes
- Date de sortie : 1996

## Distribution
- Celine O'Leary : la mère
- Paul Blackwell : le père
- Chloe Ferguson : la fillette à 7 ans
- Phoebe Ferguson : la fillette à 3 ans
- Kate Greetham : Kate, la babysitter
- Todd Telford : Workman
- Peter Ferris : Carpet Cleaner
- Peter Green : Carpet Cleaner